# Marc-Émile Artus
Ne pas confondre avec Émile Artus Boeswillwald.
 (janvier 2014).
Si vous disposez d'ouvrages ou d'articles de référence ou si vous connaissez des sites web de qualité traitant du thème abordé ici, merci de compléter l'article en donnant les références utiles à sa vérifiabilité et en les liant à la section « Notes et références ».
Marc-Émile Artus, né le 20 avril 1861 à Genève et mort le 4 juillet 1916 à Genève, est un peintre et un lithographe suisse.

## Biographie
Marc-Émile Artus est né en 1861 à Carouge ou à Genève. Élève de Jean-Léonard Lugardon, son   travail est exposé à Genève en 1891. Il est portraitiste, paysagiste, illustrateur et copiste. Il a épousé Louise Perrelet née en 1867, fille du Pasteur Paul Perrelet qui elle-même était artiste et a été élève avec Emile Artus du professeur Barthélemy Menn à Genève.
Il a fait un séjour prolongé aux États-Unis à partir du 30 novembre 1894, jour de son arrivée à New-York. Ils ont eu un fils Jean Artus grand littérateur. Il a également séjourné en Italie et en France.